# Fußball-Europameisterschaft 2000/Gruppe D
| Pl. | Land        | Sp. | S | U | N | Tore    | Diff. | Punkte |
| --- | ----------- | --- | - | - | - | ------- | ----- | ------ |
| 1.  | Niederlande | 3   | 3 | 0 | 0 | 007:200 | +5    | 09     |
| 2.  | Frankreich  | 3   | 2 | 0 | 1 | 007:400 | +3    | 06     |
| 3.  | Tschechien  | 3   | 1 | 0 | 2 | 003:300 | ±0    | 03     |
| 4.  | Dänemark    | 3   | 0 | 0 | 3 | 000:800 | −8    | 0      |

## Frankreich – Dänemark 3:0 (1:0)
| Frankreich                                                 | Frankreich | Dänemark | Dänemark |
| ---------------------------------------------------------- | --- | --- | -------- |
| Frankreich                                                 | \| 1. Spieltag \| \| 11. Juni 2000 um 18:00 Uhr in Brügge (Jan-Breydel-Stadion) \| \| Zuschauer: 28.100 \| \| Schiedsrichter: Günter Benkö ( Österreich) \| \| Spielbericht \|                                                                               | \| 1. Spieltag \| \| 11. Juni 2000 um 18:00 Uhr in Brügge (Jan-Breydel-Stadion) \| \| Zuschauer: 28.100 \| \| Schiedsrichter: Günter Benkö ( Österreich) \| \| Spielbericht \|                                                                                            | Dänemark |
| Frankreich                                                 | Fabien Barthez – Lilian Thuram, Marcel Desailly, Laurent Blanc, Bixente Lizarazu – Emmanuel Petit, Didier Deschamps – Zinédine Zidane – Youri Djorkaeff (58. Patrick Vieira), Nicolas Anelka (82. Sylvain Wiltord), Thierry Henry Cheftrainer: Roger Lemerre | Peter Schmeichel – Søren Colding, René Henriksen, Michael Schjønberg, Jan Heintze – Morten Bisgaard (72. Martin Jørgensen), Stig Tøfting (72. Thomas Gravesen), Allan Nielsen, Jesper Grønkjær – Jon Dahl Tomasson (79. Mikkel Beck), Ebbe Sand Cheftrainer: Bo Johansson | Dänemark |
| Frankreich                                                 | 1:0 Blanc (16.) 2:0 Henry (64.) 3:0 Wiltord (90.) | | Dänemark |
| Frankreich                                                 | Schjønberg | | Dänemark |
| 1. Spieltag                                                | | |          |
| 11. Juni 2000 um 18:00 Uhr in Brügge (Jan-Breydel-Stadion) | | |          |
| Zuschauer: 28.100                                          | | |          |
| Schiedsrichter: Günter Benkö ( Österreich)                 | | |          |
| Spielbericht                                               | | |          |

## Niederlande – Tschechien 1:0 (0:0)
| Niederlande                                               | Niederlande | Tschechien | Tschechien |
| --------------------------------------------------------- | --- | --- | ---------- |
| Niederlande                                               | \| 1. Spieltag \| \| 11. Juni 2000 um 20:45 Uhr in Amsterdam (Amsterdam Arena) \| \| Zuschauer: 50.833 \| \| Schiedsrichter: Pierluigi Collina ( Italien) \| \| Spielbericht \| | \| 1. Spieltag \| \| 11. Juni 2000 um 20:45 Uhr in Amsterdam (Amsterdam Arena) \| \| Zuschauer: 50.833 \| \| Schiedsrichter: Pierluigi Collina ( Italien) \| \| Spielbericht \|                                                                        | Tschechien |
| Niederlande                                               | Edwin van der Sar – Michael Reiziger, Jaap Stam (75. Bert Konterman), Frank de Boer , Giovanni van Bronckhorst – Clarence Seedorf (57. Ronald de Boer), Edgar Davids, Phillip Cocu, Boudewijn Zenden (78. Marc Overmars) – Dennis Bergkamp, Patrick Kluivert Cheftrainer: Frank Rijkaard | Pavel Srníček – Karel Rada, Tomáš Řepka, Petr Gabriel – Karel Poborský, Radoslav Látal (70. Radek Bejbl), Jiří Němec , Pavel Nedvěd (89. Vratislav Lokvenc) – Tomáš Rosický, Vladimír Šmicer (83. Pavel Kuka) – Jan Koller Cheftrainer: Jozef Chovanec | Tschechien |
| Niederlande                                               | 1:0 F. de Boer (89., FE) | | Tschechien |
| Niederlande                                               | F. de Boer, v. Bronckhorst | Řepka, Poborský, Nedvěd | Tschechien |
| Niederlande                                               | Látal (90./Auf der Bank) | | Tschechien |
| 1. Spieltag                                               | | |            |
| 11. Juni 2000 um 20:45 Uhr in Amsterdam (Amsterdam Arena) | | |            |
| Zuschauer: 50.833                                         | | |            |
| Schiedsrichter: Pierluigi Collina ( Italien)              | | |            |
| Spielbericht                                              | | |            |

## Tschechien – Frankreich 1:2 (1:1)
| Tschechien                                                 | Tschechien | Frankreich | Frankreich |
| ---------------------------------------------------------- | --- | --- | ---------- |
| Tschechien                                                 | \| 2. Spieltag \| \| 16. Juni 2000 um 18:00 Uhr in Brügge (Jan-Breydel-Stadion) \| \| Zuschauer: 28.100 \| \| Schiedsrichter: Graham Poll ( England) \| \| Spielbericht \|                                                                                 | \| 2. Spieltag \| \| 16. Juni 2000 um 18:00 Uhr in Brügge (Jan-Breydel-Stadion) \| \| Zuschauer: 28.100 \| \| Schiedsrichter: Graham Poll ( England) \| \| Spielbericht \| | Frankreich |
| Tschechien                                                 | Pavel Srníček – Karel Rada, Tomáš Řepka, Petr Gabriel (46. Milan Fukal) – Karel Poborský, Radek Bejbl (49. Vratislav Lokvenc), Jiří Němec , Pavel Nedvěd – Tomáš Rosický (62. Marek Jankulovski) – Vladimír Šmicer, Jan Koller Cheftrainer: Jozef Chovanec | Fabien Barthez – Lilian Thuram, Marcel Desailly, Laurent Blanc, Vincent Candela – Emmanuel Petit (46. Youri Djorkaeff), Didier Deschamps , Patrick Vieira – Zinédine Zidane – Thierry Henry (89. Sylvain Wiltord), Nicolas Anelka (55. Christophe Dugarry) Cheftrainer: Roger Lemerre | Frankreich |
| Tschechien                                                 | 1:1 Poborský (35., FE) | 0:1 Henry (7.) 1:2 Djorkaeff (60.) | Frankreich |
| Tschechien                                                 | Gabriel, Němec, Jankulovski | Thuram | Frankreich |
| 2. Spieltag                                                | | |            |
| 16. Juni 2000 um 18:00 Uhr in Brügge (Jan-Breydel-Stadion) | | |            |
| Zuschauer: 28.100                                          | | |            |
| Schiedsrichter: Graham Poll ( England)                     | | |            |
| Spielbericht                                               | | |            |

## Dänemark – Niederlande 0:3 (0:0)
| Dänemark                                          | Dänemark | Niederlande | Niederlande |
| ------------------------------------------------- | --- | --- | ----------- |
| Dänemark                                          | \| 2. Spieltag \| \| 16. Juni 2000 um 20:45 Uhr in Rotterdam (De Kuip) \| \| Zuschauer: 48.200 \| \| Schiedsrichter: Urs Meier ( Schweiz) \| \| Spielbericht \| | \| 2. Spieltag \| \| 16. Juni 2000 um 20:45 Uhr in Rotterdam (De Kuip) \| \| Zuschauer: 48.200 \| \| Schiedsrichter: Urs Meier ( Schweiz) \| \| Spielbericht \| | Niederlande |
| Dänemark                                          | Peter Schmeichel – Søren Colding, René Henriksen, Michael Schjønberg (82. Thomas Helveg), Jan Heintze – Morten Bisgaard, Thomas Gravesen (67. Brian Steen Nielsen), Allan Nielsen (61. Stig Tøfting), Jesper Grønkjær – Jon Dahl Tomasson, Ebbe Sand Cheftrainer: Bo Johansson | Edwin van der Sar (89. Sander Westerveld) – Michael Reiziger, Bert Konterman, Frank de Boer , Giovanni van Bronckhorst – Boudewijn Zenden, Edgar Davids, Phillip Cocu, Marc Overmars (62. Ronald de Boer) – Dennis Bergkamp (76. Aron Winter), Patrick Kluivert Cheftrainer: Frank Rijkaard | Niederlande |
| Dänemark                                          | 0:1 Kluivert (57.) 0:2 R. de Boer (66.) 0:3 Zenden (77.) | | Niederlande |
| Dänemark                                          | Nielsen | v. d. Sar, Reiziger, Konterman, v. Bronckhorst (2./gesperrt) | Niederlande |
| 2. Spieltag                                       | | |             |
| 16. Juni 2000 um 20:45 Uhr in Rotterdam (De Kuip) | | |             |
| Zuschauer: 48.200                                 | | |             |
| Schiedsrichter: Urs Meier ( Schweiz)              | | |             |
| Spielbericht                                      | | |             |

## Dänemark – Tschechien 0:2 (0:0)
| Dänemark                                                         | Dänemark | Tschechien | Tschechien |
| ---------------------------------------------------------------- | --- | --- | ---------- |
| Dänemark                                                         | \| 3. Spieltag \| \| 21. Juni 2000 um 20:45 Uhr in Lüttich (Maurice-Dufrasne-Stadion) \| \| Zuschauer: 20.000 \| \| Schiedsrichter: Gamal al-Ghandour ( Ägypten) \| \| Spielbericht \|                                                                    | \| 3. Spieltag \| \| 21. Juni 2000 um 20:45 Uhr in Lüttich (Maurice-Dufrasne-Stadion) \| \| Zuschauer: 20.000 \| \| Schiedsrichter: Gamal al-Ghandour ( Ägypten) \| \| Spielbericht \|                                                                   | Tschechien |
| Dänemark                                                         | Peter Schmeichel – Thomas Helveg, René Henriksen, Michael Schjønberg, Jan Heintze (68. Søren Colding) – Bjarne Goldbæk, Brian Steen Nielsen, Stig Tøfting, Jesper Grønkjær – Jon Dahl Tomasson, Mikkel Beck (74. Miklos Molnar) Cheftrainer: Bo Johansson | Pavel Srníček – Karel Rada, Tomáš Řepka, Milan Fukal – Karel Poborský, Radek Bejbl (62. Marek Jankulovski), Jiří Němec , Pavel Nedvěd – Patrik Berger – Vladimír Šmicer (79. Vratislav Lokvenc), Jan Koller (74. Pavel Kuka) Cheftrainer: Jozef Chovanec | Tschechien |
| Dänemark                                                         | 0:1 Šmicer (64.) 0:2 Šmicer (67.) | | Tschechien |
| Dänemark                                                         | Tøfting, Grønkjær, Molnar | Fukal, Rada, Poborský (2./gesperrt) | Tschechien |
| 3. Spieltag                                                      | | |            |
| 21. Juni 2000 um 20:45 Uhr in Lüttich (Maurice-Dufrasne-Stadion) | | |            |
| Zuschauer: 20.000                                                | | |            |
| Schiedsrichter: Gamal al-Ghandour ( Ägypten)                     | | |            |
| Spielbericht                                                     | | |            |

## Frankreich – Niederlande 2:3 (2:1)
| Frankreich                                                | Frankreich | Niederlande | Niederlande |
| --------------------------------------------------------- | --- | --- | ----------- |
| Frankreich                                                | \| 3. Spieltag \| \| 21. Juni 2000 um 20:45 Uhr in Amsterdam (Amsterdam Arena) \| \| Zuschauer: 51.108 \| \| Schiedsrichter: Anders Frisk ( Schweden) \| \| Spielbericht \| | \| 3. Spieltag \| \| 21. Juni 2000 um 20:45 Uhr in Amsterdam (Amsterdam Arena) \| \| Zuschauer: 51.108 \| \| Schiedsrichter: Anders Frisk ( Schweden) \| \| Spielbericht \|                                                                                       | Niederlande |
| Frankreich                                                | Bernard Lama – Christian Karembeu, Marcel Desailly , Frank Lebœuf, Vincent Candela – Robert Pires, Patrick Vieira (90. Didier Deschamps), Johan Micoud – Christophe Dugarry (67. Youri Djorkaeff), David Trezeguet, Sylvain Wiltord (80. Nicolas Anelka) Cheftrainer: Roger Lemerre | Sander Westerveld – Paul Bosvelt, Jaap Stam, Frank de Boer , Arthur Numan – Boudewijn Zenden, Edgar Davids, Phillip Cocu, Marc Overmars (90. Peter van Vossen) – Dennis Bergkamp (78. Aron Winter), Patrick Kluivert (60. Roy Makaay) Cheftrainer: Frank Rijkaard | Niederlande |
| Frankreich                                                | 1:0 Dugarry (8.) 2:1 Trezeguet (31.) | 1:1 Kluivert (14.) 2:2 F. de Boer (51.) 2:3 Zenden (59.) | Niederlande |
| Frankreich                                                | Desailly, Vieira, Dugarry | Cocu, Davids | Niederlande |
| 3. Spieltag                                               | | |             |
| 21. Juni 2000 um 20:45 Uhr in Amsterdam (Amsterdam Arena) | | |             |
| Zuschauer: 51.108                                         | | |             |
| Schiedsrichter: Anders Frisk ( Schweden)                  | | |             |
| Spielbericht                                              | | |             |